# 平和相互銀行
株式会社平和相互銀行（かぶしきがいしゃへいわそうごぎんこう）とは、かつて東京都港区新橋に本店を置いていた日本の相互銀行である。1986年10月1日、住友銀行（現・三井住友銀行）に吸収合併され消滅した。

## 概説

### 創業と乱脈経営
東京木挽町で鉄屑屋「小宮山商店」を営む小宮山英蔵が、それで得た財を元手に殖産会社の東北林業を買収し、1949年6月1日に日本殖産を設立、さらに大日殖産を吸収合併して社名を平和貯蓄殖産無尽に変更。日掛け金融を始める。1951年の相互銀行法（法律第199号）の施行によって相互銀行に転換、平和相互銀行となる。
相銀転換後しばらくして、夜9時までの窓口営業を開始（後に行政指導により夜7時までの営業に短縮）した。これは当時、同行の顧客の多くが水商売で夜遅くまで営業していたことから、大蔵省に直談判して窓口の夜間営業を認めさせたといわれる。こうした夜間までの窓口営業に加え、首都圏の駅前から住宅地まで店舗網の整備を進めたほか、ATMのオンライン提携がない時代に都市銀行など10行と提携し、各行でオフラインで入出金ができるキャッシュカード（ヘイワバンカード）を発行するなど、顧客に対する利便性の充実に努めた。これら施策が実を結び、店舗数103・資金量1兆1500億円と相銀界6位の規模にまで成長した。
その一方で、英蔵は私的な利益を追求し関連会社を次々と設立、買収した。総武流山電鉄や、後に内紛でクローズアップされることとなる、西鉄ライオンズを買収した福岡野球のメインスポンサーとなる太平洋クラブ、海外での鉱山・木材・漁業などを手掛ける総武通商や総武都市開発、足立産業、馬毛島開発など、グループ企業は100社以上を数え、いわば「小宮山コンツェルン」を形成した。
ほかにも英蔵の私的な側近である正和恒産の安積正、旅友開発の作本宏芳、日誠総業の次郎丸嘉介、太陽開発の松尾秀登の"四天王"や、政治家・総会屋・右翼なども平和相銀と関係を持つようになり、平和相銀は「闇の紳士の貯金箱」というのが金融界の評価であった。

### 英蔵の死去と経営陣の内紛と不正融資
1979年に創業者の英蔵が死去すると、グループの後継の座を巡って英蔵の弟の小宮山精一社長、娘婿の池田勉専務、長男の小宮山英一常務との間で内紛が勃発。"四天王"を排除して実権を握ろうとした池田に対し、英一は元東京地検特捜部検事で監査役の伊坂重昭の後ろ盾を得て池田の失脚に成功する。この過程で精一も会長へと棚上げされ、やがて会長も辞任に追い込まれる。
池田を失脚させて一時は経営の実権を握るかに見えた英一だったが、やがて伊坂や稲井田隆社長らを中心とする新経営陣との確執が表面化、結果として英一は常務を解任される。この後、1982年の不動産融資事件や翌年の馬毛島事件、更には1985年の金屏風事件などによって、平和相銀の経営はますます悪化した。

### 平和相銀解体と住銀への吸収合併
1985年6月中旬、磯田一郎住銀頭取は、山口光秀大蔵省事務次官とゴルフに興じた場で平和相銀の買収の意思を示した。この時、表沙汰になると話が壊れるため、以後「住銀は関知しない」で通すことで両者は合意したとされる。この直後から磯田は具体的な合併工作を指示した。同年8月、大蔵省の吉田正輝銀行局長（奇しくも後に乱脈経営で破綻する兵庫銀行最後の社長）の陣頭指揮のもとに、10人の検査官を動員、異例ともいえる5ヶ月間にわたる長期検査を平和相銀に実施した。この検査で、融資額半分を占める約5千億円が回収不能の不良債権であると判明する。
検査終了後の1986年1月、検査結果がマスコミにリークされたことや、内紛に基づく訴訟合戦が過熱報道を呼んだこともあり、不安に感じた預金者は預金の引き出しに走った。このため、1985年10月から1986年2月にかけては2370億円が流出し、預金残高が1兆円を割り込む事態となった。同年2月6日、伊坂ら実権派の四人組は辞任。翌日、大蔵省OBだった田代一正会長が社長に就任し、平和相銀は自主再建断念を表明。同年10月1日住友銀行に吸収合併された。合併に先立ち、同年7月、東京地検特捜部は平和相銀事件の捜査に着手。神戸市内の山林売買融資について特別背任にあたるとして、同7月6日、伊坂ら実権派4人を逮捕、同月26日に起訴した。

### その後
合併によって「住友残酷物語」と呼ばれる旧平和相銀行員の大粛清が行われ、合併から半年でほぼ全行員がいなくなったとの話が一部でまことしやかに囁かれたが、実際には合併から半年を経過した後でも旧平和相銀出身者は多数在籍している。
合併後、住銀企画部長に就任した西川善文は、住都公団（現・UR都市機構）の団地の商店街にある郵便局程度の規模の店舗、新興住宅地の丘の上にあって営業時間が10時から2時までの店舗、駅前のビルに立地するものの地下にピンク映画専門の映画館のある店舗など、各地の旧平和相銀の店舗を実際に足を運んで見て回った。その視察の結果、ひとつひとつの店舗規模が小さく、使い物にならない店舗が多いと判定し、合併から1年経った1987年12月段階には、継承した103店を62の支店または特別出張所までに絞り込んだ。
平和相銀は夜間や日曜営業が特色であった。しかし、これは顧客にとっては便利この上ないが、銀行にとっては非効率そのものであり、今日のような機械化が進んでいない時代で、ただでさえ人手がかかっていた支店業務が、営業時間が長ければ行員は必然的に二交代制になるため、他の銀行より遥かに人数が必要になり、これを続ければ住銀の収益を圧迫する懸念が出てきた。そこで「7時までの営業をやめよう」と西川が大蔵省に折衝に出向くと、「住友銀行は7時営業を続ける前提で平和相銀を買うのではないか」と銀行課長はうんと言ってくれなかった。結局、その後も折衝を重ね、平和相銀の名前が残っているうちは仕方がないが、正式合併後は勘弁してもらうということで了承してもらった。
住銀の平和相銀合併における目的の第一は、首都圏店舗網の拡充にあったが、合併から数年後には大蔵省の店舗行政は緩和していき、新規出店ははるかにやりやすくなった。こうした情況の変化を受け、西川は無理をしてまで平和相銀は買わなくてもよかったかもしれない。また、払うべき代償はあまりにも大きかったと顧みている。代償とは平和相銀株取得のためイトマンファイナンスの力を頼ったことであり、平和相銀問題があったからイトマン事件もあったとの見解を自著で披瀝している。
旧平和相銀本店は同行消滅から12年後の1998年まで住銀第二東京営業部、その後は住友クレジット東京支店、三井住友カード東京本社として利用されたが、三井住友銀系の銀泉が建て替えを行うため解体され、2016年6月末、跡地に銀泉新橋第二ビルが竣工している。

## 沿革
- 1949年6月 - 日本殖産株式会社として設立。
- 1950年3月 -  大日殖産株式会社を吸収して[注釈 5]、平和貯蓄殖産無尽株式会社へ商号変更。
- 1951年10月20日 - 株式会社平和相互銀行に商号変更。
- 1954年11月 - 東京住宅無尽株式会社を吸収。
- 1974年4月1日 - 福徳信用組合を合併。
- 1976年11月29日 - オンラインシステム（IBM社製）でトラブルが発生。15分間にわたり全店で預金の引き出し、ATMが使用不能となる[18]。
- 1986年10月1日 - 住友銀行に吸収合併。

## その他
- 「秘密戦隊ゴレンジャー」の第51話「青いニセ札づくり!夕陽のガンマン」でガンマン仮面が襲う銀行は、平和相互銀行である。
- 馬毛島 - 1980（昭和55）年に無人島となり、その後石油備蓄基地の計画などにより投機対象となった。